# Henry Kamen
Henry A. Kamen (Yangon, Birmània, 1936) és un historiador britànic, resident a Barcelona.
Henry Arthur Kamen va néixer a Yangon en 1936, fill de Maurice Joseph Kamen, un enginyer anglo-birmà que treballava per a la Shell Oil, i la seva esposa Agnes Frizelle, d'ascendència mig anglo-irlandesa i mig nepalesa.
Va estudiar en la Universitat d'Oxford i va obtenir el seu doctorat al St. Antony's College, Oxford. Posteriorment va ensenyar a les Universitats d'Edimburg i de Warwick, i a diverses universitats d'Espanya i dels Estats Units. En 1970 va ser escollit membre de la Royal Historical Society (Londres). En 1984 va ser nomenat a la càtedra Herbert F. Johnson, de l'Institute for Research in the Humanities, Universitat de Wisconsin-Madison. Va ser professor del Consell Superior d'Investigacions Científiques (CSIC) a Barcelona des de 1993 fins a la seva jubilació en 2002. Des de llavors ha continuat donant conferències, i escrivint, i viu actualment entre els Estats Units i Barcelona. És un col·laborador actiu a les pàgines del diari espanyol El Mundo.
Ell considera que els punts més estimulants de la seva carrera han estat quan va ser rebut pel Papa Joan Pau II durant una reunió privada al Vaticà, i quan la reina Sofia de Grècia es va esmunyir en una de les seves classes com a estudiant i va prendre notes durant una conferència que estava donant en un Curs d'Estiu de la Universitat Internacional Menéndez Pelayo, a Santander. Fortament influenciat pels mètodes de recerca i filosofia social dels historiadors de l'escola francesa de la revista Annales, ha intentat combinar història quantitativa amb anàlisi sociològica i narrativa accessible. Abandonant una fase anterior, quan es dedicava a l'estadística històrica econòmica, ha produït una sèrie de biografies dels reis d'Espanya, que ell considera indegudament desateses. També ha estat un dels principals historiadors que han atacat la visió tradicional de la Inquisició espanyola. El seu llibre de 1998 proporciona àmplies proves que la Inquisició no estava composta de fanàtics que s'alegraven en tortures i execucions i que, per exemple, les presons de la Inquisició estaven millor organitzades i eren més humanitàries que les presons civils espanyoles.

## Publicacions (selecció)
- The Iron Century: Social Change in Europe, 1550–1660. New York: Praeger Publishers (1972)
- "A Forgotten Insurrection of the Seventeenth Century: The Catalan Peasant Rising of 1688," The Journal of Modern History, Vol. 49, No. 2 (June 1977), pp. 210–30.
- Spain in the Later Seventeenth Century. London: Longman (1980)
- Golden Age Spain. Basingstoke: Macmillan Education (1988)
- European Society 1500–1700. New York; London: Routledge (1984)(1992) [revision of The Iron Century]
- "Lo Statista" in "L'uomo barocco" (R. Villari, ed.) Laterza, Bari, Italy (1991)
- The Phoenix and the Flame. Catalonia and the Counter-Reformation. London and New Haven: Yale University Press (1993) Arxivat 2011-06-06 a Wayback Machine.
- Philip of Spain. New Haven: Yale University Press (1997) Arxivat 2012-10-10 a Wayback Machine.
- The Spanish Inquisition: A Historical Revision. London and New Haven: Yale University Press (1997)
- La Inquisición española: una revisión histórica. Barcelona: Crítica, 1999, ISBN 84-7423-953-2[6]
- Early Modern European Society. London: Routledge (2000)
- Philip V of Spain: The King Who Reigned Twice. New Haven: Yale University Press (2001).
- Empire: How Spain Became a World Power, 1492–1763. New York: HarperCollins (2003)
- The Duke of Alba. London and New Haven: Yale University Press (2004)
- Spain 1469–1714: a Society of Conflict. Londres i Nova York: Longman (2005)
- The Disinherited; Exile and the Making of Spanish Culture, 1492–1975. New York: HarperCollins (2007) Arxivat 2011-12-23 a Wayback Machine.
- Imagining Spain. Historical Myth and National Identity. London and New Haven: Yale University Press (2008)
- The Escorial. Art and Power in the Renaissance. London and New Haven: Yale University Press (2010)

## Articles (selecció)
- Sobre Philip of Spain, by M.N. Carlos Eire in Renaissance Quarterly, vol.52, 1999, "Kamen's Philip is a stunning achievement, not only because of its revisionist outlook and its use of sources, but also because of its style and structure. This is an exemplary piece of scholarship that reads very much like a good novel".
- Sobre Empire, a The Daily Telegraph, "A boldly conceived project that sustains its case with a pugnacious elan that carries the reader through to the final page":  i a The Guardian, "brilliant ... lucid, scholarly and perceptive ... a revelation":
- Sobre The Disinherited, in The Guardian, "Wonderfully accomplished, beautifully told":  i a The Weekly Standard, Washington DC, "Henry Kamen is the finest historian of Spain presently writing in any language":
- Sobre Imagining Spain, Eric Ormsby a The New York Sun, "Drawing on archival sources, unpublished manuscripts, and a vast body of scholarship in several languages, he takes a fresh look at Spanish notions of nationhood, monarchy, and empire. . . . Only someone who loves Spain deeply could have written this book.":  Arxivat 2011-06-06 a Wayback Machine.
- Sobre The Escorial: Art and Power in the Renaissance, Prof Patrick Williams, a Literary Review (London), June 2010: "Lively and contentious, informed by a profound understanding of the period, and, as always, elegantly written."